# Heather Bansley
Heather Bansley (London, 13 de septiembre de 1987) es un jugadora de voleibol de playa canadiense que juega como defensora del lado izquierdo. Ha sido nombrada Mejor Jugadora Defensiva del Circuito Mundial de la FIVB en 2015, 2016 y 2018.

## Carrera
Inicialmente jugó voleibol de la Canadian Interuniversity Sport (CIS) para Toronto Varsity Blues durante cinco temporadas, de 2005 a 2010, donde fue miembro de los campeones de la Ontario University Athletics (OUA) 2009-10.
Bansley y su excompañera Sarah Pavan formaron parte del equipo canadiense para los Juegos Olímpicos de Río de Janeiro 2016. Después de clasificar para el torneo femenino, la pareja compitió en el Grupo E y ganó los tres partidos con un resultado de 2-0. Para el partido de octavos de final, se enfrentaron al otro equipo canadiense de Broder y Valjas, al que ganaron en sets seguidos (21-16, 21-11). Perdieron ante las alemanas Laura Ludwig y Kira Walkenhorst en sets seguidos (14-21, 14-21) en los cuartos de final.
Bansley y su próxima compañera, Brandie Wilkerson, compitieron juntas por primera vez en las finales del Swatch World Tour en Toronto (del 13 al 18 de septiembre de 2016), donde terminaron novenas. En 2018, tuvieron un año destacado y cerraron la temporada en el puesto número 1 del circuito mundial de la FIVB.
Bansley y Wilkerson fueron nombradas como parte del equipo olímpico canadiense para los Juegos Olímpicos de Tokio 2020, una de las dos entradas de la nación en el torneo femenino junto con el equipo de la expareja de Bansley, Pavan, y Melissa Humana-Paredes. Bansley y Wilkerson tuvieron dificultades durante la fase de grupos, registrando dos derrotas y una victoria, pero avanzaron a las etapas eliminatorias debido a que fueron uno de los dos mejores equipos en el perdedor afortunado. En octavos de final eran el decimosexto favorito, pero inesperadamente sorprendieron al equipo estadounidense Claes / Sponcil, tercer favorito, al ganar dos sets a uno. En cuartos de final se enfrentaron al equipo letón Kravčenoka / Graudiņa, y quedaron eliminados tras perder dos sets a uno.
A principios de 2022 se conoció la separación de Bansley y Wilkerson. Bansley anunció su retiro a principios de 2022 y se unió al equipo de entrenadores de voleibol de playa canadiense, trabajando principalmente con su programa Next Gen.
En 2023, Sophie Bukovec se acercó a Bansley para formar equipo. Compitieron en su primer torneo juntas en Edmonton en julio de 2023. El dúo ganaría la plata en el Recife Challenge 2024, como parte del Volleyball World Beach Pro Tour.
En junio de 2024, Bukovec y Bansley se clasificaron para competir por Canadá en los Juegos Olímpicos de París 2024.